# ...my American way!
...my American way! (sottotitolato ma con le classiche canzoni italiane) è un album discografico del cantautore Renzo Arbore, pubblicato nel 2013 dall'etichetta discografica Sony Music e Gazebo Giallo. L'album è nato dalla collaborazione del cantautore con il gruppo The Arboriginals. Il disco contiene alcune celebri canzoni della musica italiana cantate in inglese.

## Tracce
1. I Know It's Over - E se domani - 3:48
2. Ciao ciao bambina - Piove - 4:42
3. My Clarinet - Il clarinetto - 3:12
4. How Wonderful To Know - Anema e core - 5:04
5. Cappuccina - Permettete signorina... - 3:03
6. I'm Getting Lost Again - Se tu non fossi qui - 3:57
7. The Matress - Il materasso - 3:49
8. Don't Forget - Non dimenticar - 4:05
9. Tonight I'll Say a Prayer - Il posto mio - 4:49
10. A Pretty Love Song - Non dimenticar le mie parole - 3:58
11. Botch a Me - Ba...ba... baciami piccina - 2:30
12. Tell Me, Tell Me Will Love Me Forever - La strada nel bosco - 4:19
13. Please Don't Go - Non partir - 4:05
14. Smorza 'e llights (versione originale) - 7:36
15. Stay Here With Me - Resta cu' mme - 5:04